# Lukács Peta
Lukács Peta (Lukács Péter, Pápa, 1978. április 6.) magyar gitáros, aki jelenleg a Bikiniben és a European Mantrában zenél.

## Életpályája
Az Erkel Ferenc Ének-Zenei Általános Iskolába járt, ez idő alatt három évig fuvolázni tanult a Bartók Béla Zeneiskolában.
1988 karácsonyán kapta meg első elektromos gitárját édesapjától. Előtte az édesapja orosz származású akusztikus gitárján már játszott, de komolyabban ettől fogva kezdett foglalkozni a gitározással. Autodidakta módon képezte magát, mivel a városban nem volt könnyűzenei oktatás, vagyis kedvenc együtteseinek lemezei, kazettái és koncertfelvételei segítségével próbált gitározni. Tanulmányait a Türr István Gimnázium matematika–fizika–számítástechnika tagozatán folytatta, majd 1996-ban Budapestre költözött, ahol leérettségizett.
A gimnázium negyedik osztályával párhuzamosan kezdett el járni a Kőbányai Zenei Stúdió gitárszakára, ahol Babos Gyula és Tornóczky Ferenc voltak a főtárgy tanárai, majd 2001-ben kitűnő eredménnyel szakvizsgázott. Azóta is a fővárosban él, zenél és tanít.
A gitározáson kívül a másik kedvenc időtöltésem, elmélkedni az élet értelmén. Eddig sajnos nem sikerült rájönnöm egészen pontosan, hogy mi volna az... Ha egyszer mégis rájövök, ígérem, szólok!

## Zeneszerzőként, hangszerelőként
Kezdetben főleg a rockzene érdekelte, később azon belül az instrumentális rock zene. A kezdeti időszakban főleg ilyen jellegű nótákat írt, amelyekből látható és hallható volt néhány darab az 1996-os Ki mit tud? műsorban is.
Rengeteg zenei műfaj foglalkoztatja, ezekben gyakran „próbálgatja” is magát. Nagyon szereti az instrumentális zenét is (a klasszikustól a jazzen át a metálig), de jó néhány énekes szerzeménye is van, amelyből eddig kevés jelent meg hanghordozón, mindössze öt. Ebből három The Rock Band szám; Születtem, szerettem, Temple Bar, illetve Rosszat sose mondj rám és két Bikini nóta van: A mennyország felé és Tűzvigyázó.
Legutóbbi munkája egy színházi darab zenei aláfestése volt: Presser Gábor (a Vígszínház zenei igazgatója) és Ács János (Jászai-díjas rendező) felkérték, hogy A kertész kutyája című darabhoz írjon zenét. 2006. márciusban el is készült a darab és azóta a Vígszínházban ő játssza az előadásokon nylonhúros akusztikus gitáron, valószínűleg csak a 2009-es őszi évad előttig. Hangszereléssel is régóta foglalkozik, főleg a könnyűzenei műfajok állnak hozzá közel. Eddigi munkái ilyen téren többek között a következő lemezeken hallhatók:
- NeoTones – Hajnal
- Csepregi Éva – Jubileum
- Horgas Eszter – Mozivarázs
- Oláh Ibolya – Egy sima, egy fordított
- The Rock Band – Születtem, szerettem
- European Mantra – F.A.Q. Alive

## Hangmérnökként

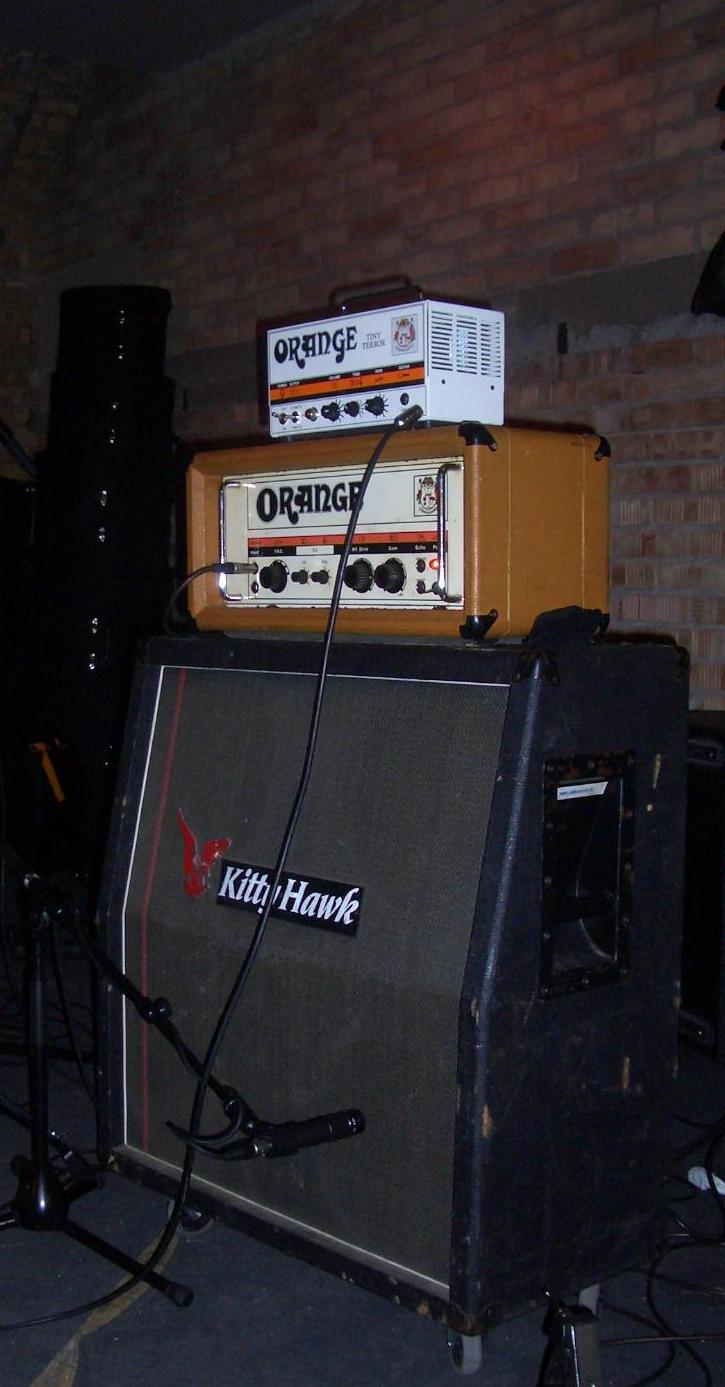
Peta erősítője a K.L.B. Trióval 2009-ben a budapesti Take 5-ban.

Peta nem nevezi magát a szó klasszikus értelmében hangmérnöknek, mivel szerinte az egy különálló, komoly szakma és véleménye szerint manapság már másként működnek a dolgok. A gitározással együtt már gyerekként foglalkoztatni kezdte a különböző zenék hangzása és mindig kereste a titkokat, megfejtéseket mind koncertek, mind lemezek terén. Később úgy alakult a helyzet, hogy sikerült egy kis házi stúdiót összehoznia és elkezdett otthon gyakorolni, mint „hangmérnök”. Időközben rengeteget tanult Lakatos Gábortól – aki a Magyar Rádió és az Aquárium stúdió egykori vezető hangmérnöke – és folyamatosan figyelte a külföldi és a magyar hangmérnökök munkáit, írásait, különféle szakirodalmakat. Az így szerzett tapasztalatokat a saját ízlésével párosítva próbálja kamatoztatni.

### Eddigi munkái
- 2005 – European Mantra – F.A.Q. Alive (Lakatos Gáborral közösen)
- 2004 – The Rock Band – Születtem, szerettem
- 2005 – The Rock Band – Koncert (CD, DVD)
- 2005 – Kaltenecker Trió – Shantansz
- 2006 – European Mantra – 5
- 2007 – Juhász Gábor Trió – Fények
- 2007 – Bikini – Őrzöm a lángot (Németh Alajossal)
- 2008 – Bikini – 25 év Bikini
- 2009 – K.L.B. Trio – Just Like Jazz
- 2011 – Bikini – Elmúlt illúziók
- 2012 – Bikini – Bikini 30 – közeli helyeken
- 2013 – Lukács Peta – War & Peace
- 2015 - Lojzi(Németh Alajos) - Sóhajok Lépcsőháza
- 2017 – Lukács Peta – Homo Imperfectus

## Főbb felszerelései

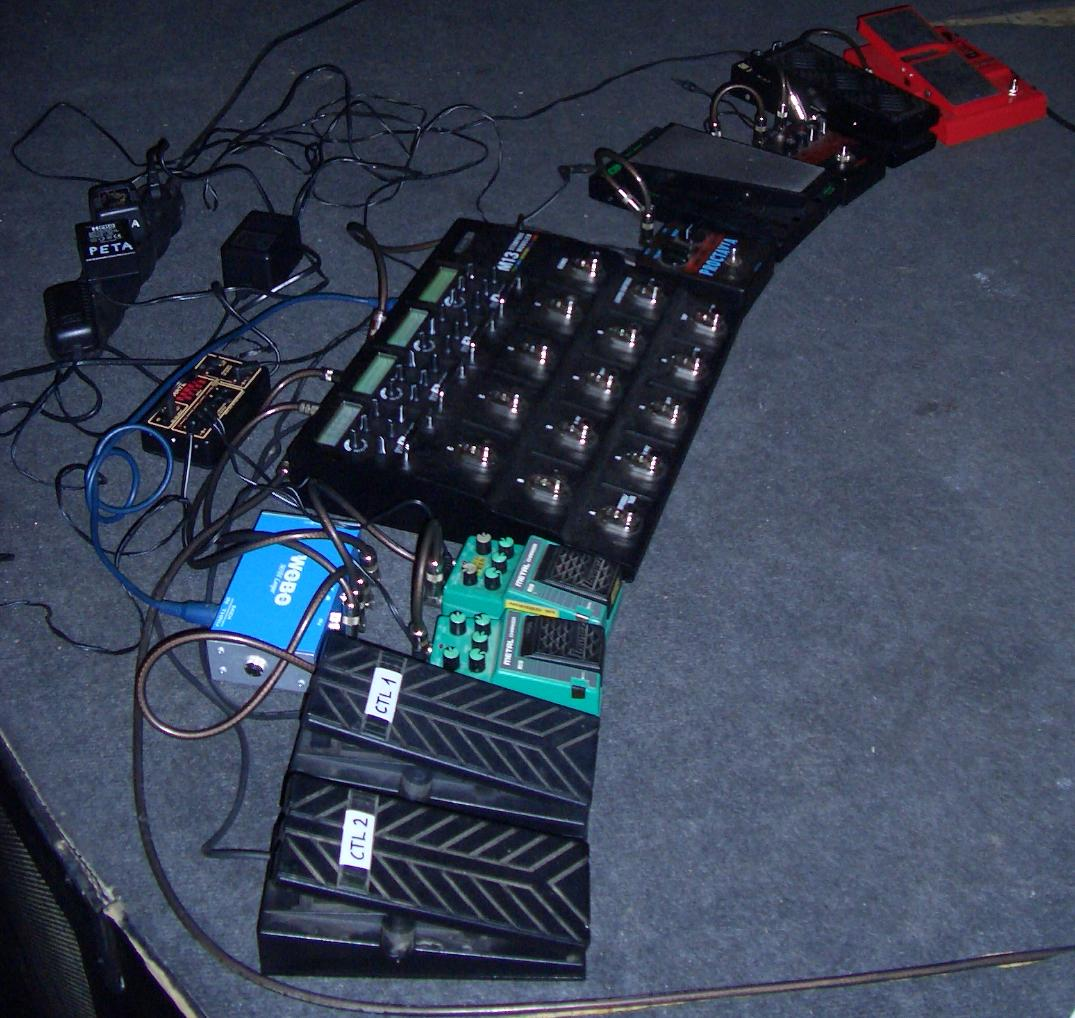
Peta effektjei a K.L.B. Trióval 2009-ben a budapesti Take 5-ban.

### Gitárok
- Medgyesi LP (vagyis Lukács Péter, saját készítésű gitár Medgyesi Tibortól csak Petának)
- MLP Lukács Peta modell
- Ibanez Prestige RG2027 Double Edge
- Ibanez Destroyer II
- Ibanez ARZIR27FB
- Invasion Stratocaster (7 húros)
- Yamaha AES620
- Yamaha RGX420DZ
- Yamaha APX-6NA
- Cort HBS Hiram Bullock modell

### Erősítők, effektek
- Laney TT100C, Boss GT-10 (Bikini)
- Orange OR120 fej, Orange Tiny Terror, Kitty Hawk Eagle 4x12" (K.L.B. Trio)
- Furman PF-Pro hálózati zavarszűrő és speciális stabilizátor
- Shure ULX vezeték nélküli rendszer
- Artec pedálok és Sublime hangszedők
- Fractal Audio Axe-Fx II XL+ erősítő modellező és multieffekt

## Együttesei
Eddigi együttesei a következők:
| Időszak           | Együttes/előadó                               |
| ----------------- | --------------------------------------------- |
| 1989 – 1991       | Hedgehog                                      |
| 1992 – 1996       | (Last) Warning                                |
| 1997 – 1998       | Robin Hód                                     |
| 1999 – 2000       | Capuccino & Cream                             |
| 1999 – 2001       | Makovics Dénes Band                           |
| 2001 – 2008       | European Mantra                               |
| 2004 – 2006       | The Rock Band                                 |
| 2005 – 2007       | Free Style Chamber Orchestra (gyakori vendég) |
| 2006 – napjainkig | Bikini                                        |
| 2008 – 2009       | K.L.B. Trio                                   |
| 2010 – napjainkig | European Mantra                               |
| 2013 – napjainkig | Lukács Peta (saját zenekar)                   |

## Díjak
| Év   | Esemény                                    | Együttes     | Eredmény                     | Kategória                                        |
| ---- | ------------------------------------------ | ------------ | ---------------------------- | ------------------------------------------------ |
| 1991 | Tini Sztár Kerestetik                      | Hedgehog     | I. hely                      | Legjobb Hangszeres Szólista Különdíj             |
| 1992 | Oroszlánbarlang, Metal Hammer Gitárverseny |              | I. hely                      |                                                  |
| 1994 | Sziluett Tehetségkutató Rock-fesztivál     |              |                              | Legjobb Gitáros Különdíj                         |
| 1995 | Helikon-díj, országos diák-tehetségkutató  |              | Arany fokozat                | Hangszeres Szólista                              |
| 1996 | Ki Mit Tud?                                |              | I. hely                      | Könnyűzenei Szólista                             |
| 1996 | Tokaji Rock Gyermekei Tábor                |              |                              | Legjobb Gitáros Különdíj                         |
| 1998 | Szív TV országos gitárverseny              |              | I. hely                      | Rock Kategória                                   |
| 2003 | Marshall-díj                               |              |                              | Az Év Gitárosa                                   |
| 2006 | Artisjus Zenei Alapítvány                  |              |                              | A kortárs magyar könnyűzenei művek bemutatásáért |
| 2007 | Wigwam                                     |              | Arany Nyíl                   | 2006. Év Gitárosa                                |
| 2007 | Wigwam                                     | Bikini       | Arany Nyíl                   | 2006. Év Koncertje                               |
| 2007 | Őrzöm a lángot album                       | Bikini       | Aranylemez                   |                                                  |
| 2008 | Őrzöm a lángot album                       | Bikini       | Fonogram Magyar Zenei Díj    | Az Év Magyar Rock Albuma                         |
| 2014 | War & Peace album                          | Lukács Peta  | Fonogram Magyar Zenei Díj    | Az év hazai hard rock vagy heavy metal albuma    |
| 2019 | Artisjus Zenei Alapítvány                  | Lukács Péter | Artisjus előadóművészeti díj |                                                  |

## Külső hivatkozások
- Hivatalos oldal
- Facebook
- Peta GS Fanatic profilja
- YouTube
- MySpace
- Peta topicja a Hangmester.hu-n Archiválva 2008. április 20-i dátummal a Wayback Machine-ben